# Gofr

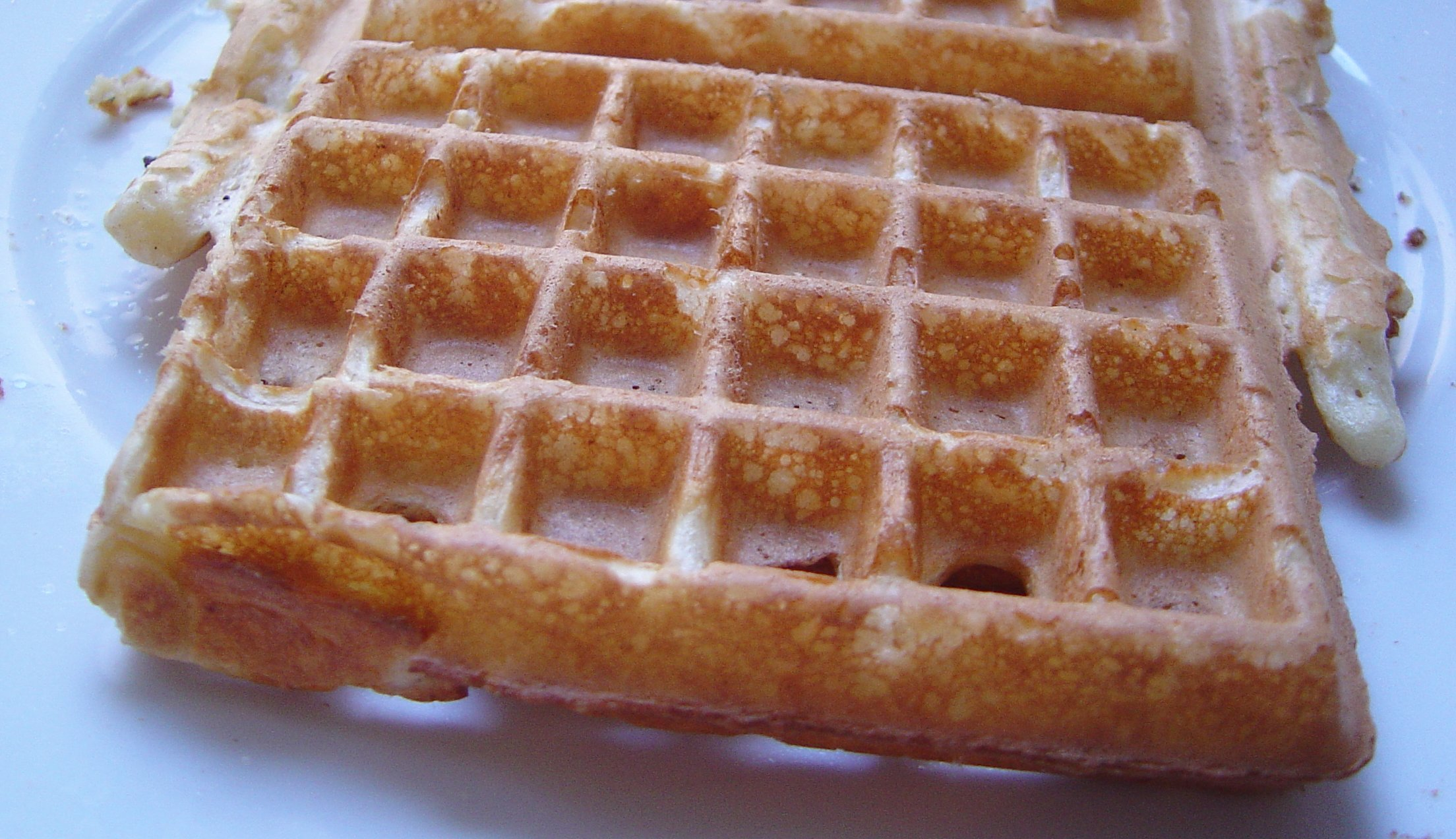
Gofr brukselski, znany w Stanach Zjednoczonych jako „belgijski”

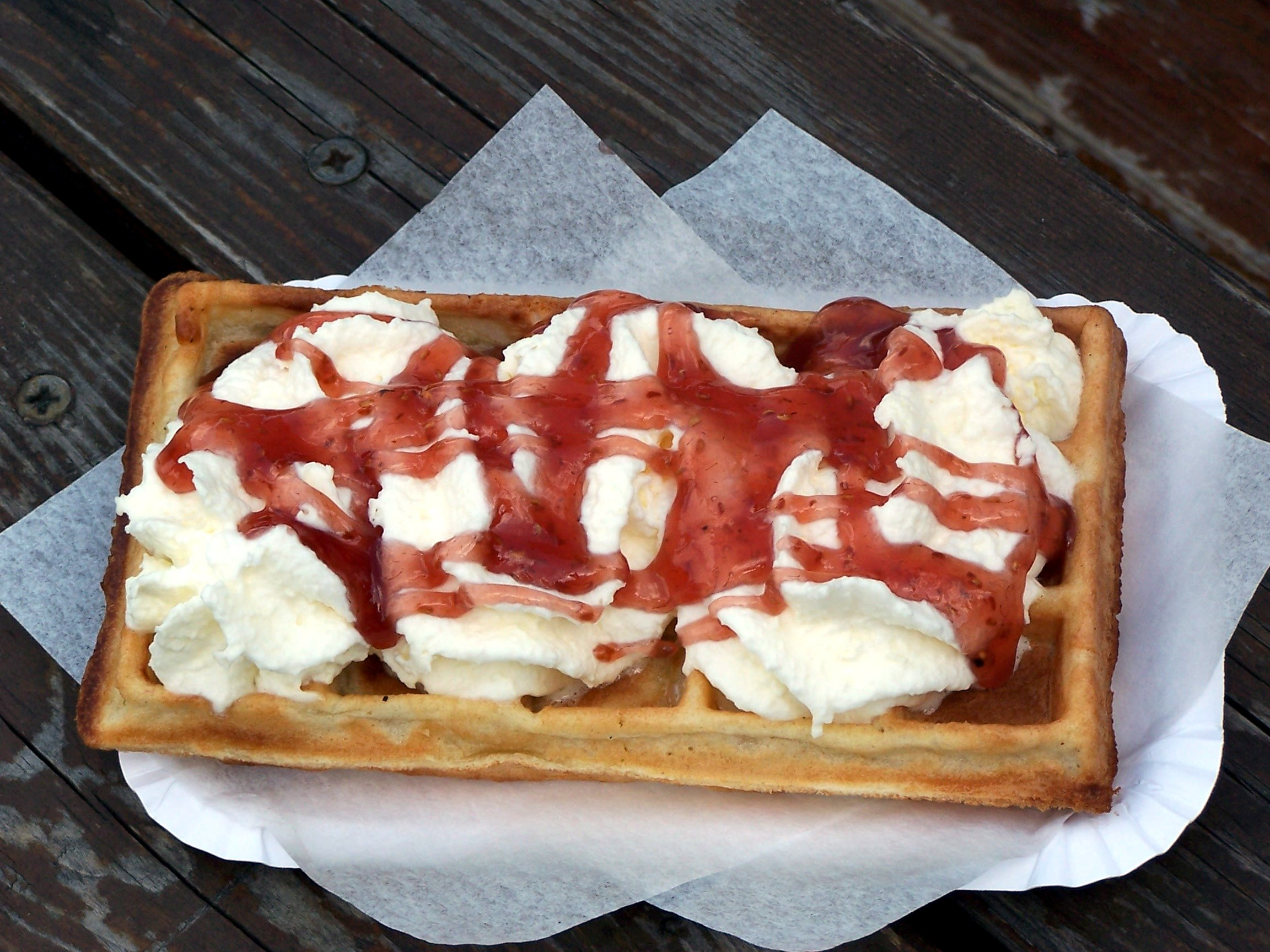
Gofr z bitą śmietaną i polewą owocową

Gofr – rodzaj pulchnego lub chrupkiego wafla robionego w gofrownicy, gdzie nadawany jest mu charakterystyczny kształt – zazwyczaj jest to prostokąt lub kwadrat z kratownicą, rzadziej koło czy serduszka ułożone w kwiatek. Gofry podaje się na ciepło, często z różnymi słodkimi dodatkami, na przykład bitą śmietaną, owocami, dżemem, frużeliną, galaretką, lodami, cukrem pudrem lub polewą.
Typowe gofry przygotowuje się z ciasta naleśnikowego. Mąkę, cukier, stopione masło lub olej, żółtka jaj, mleko i sól miesza się razem, a następnie dodaje się białka jaj ubite na pianę.

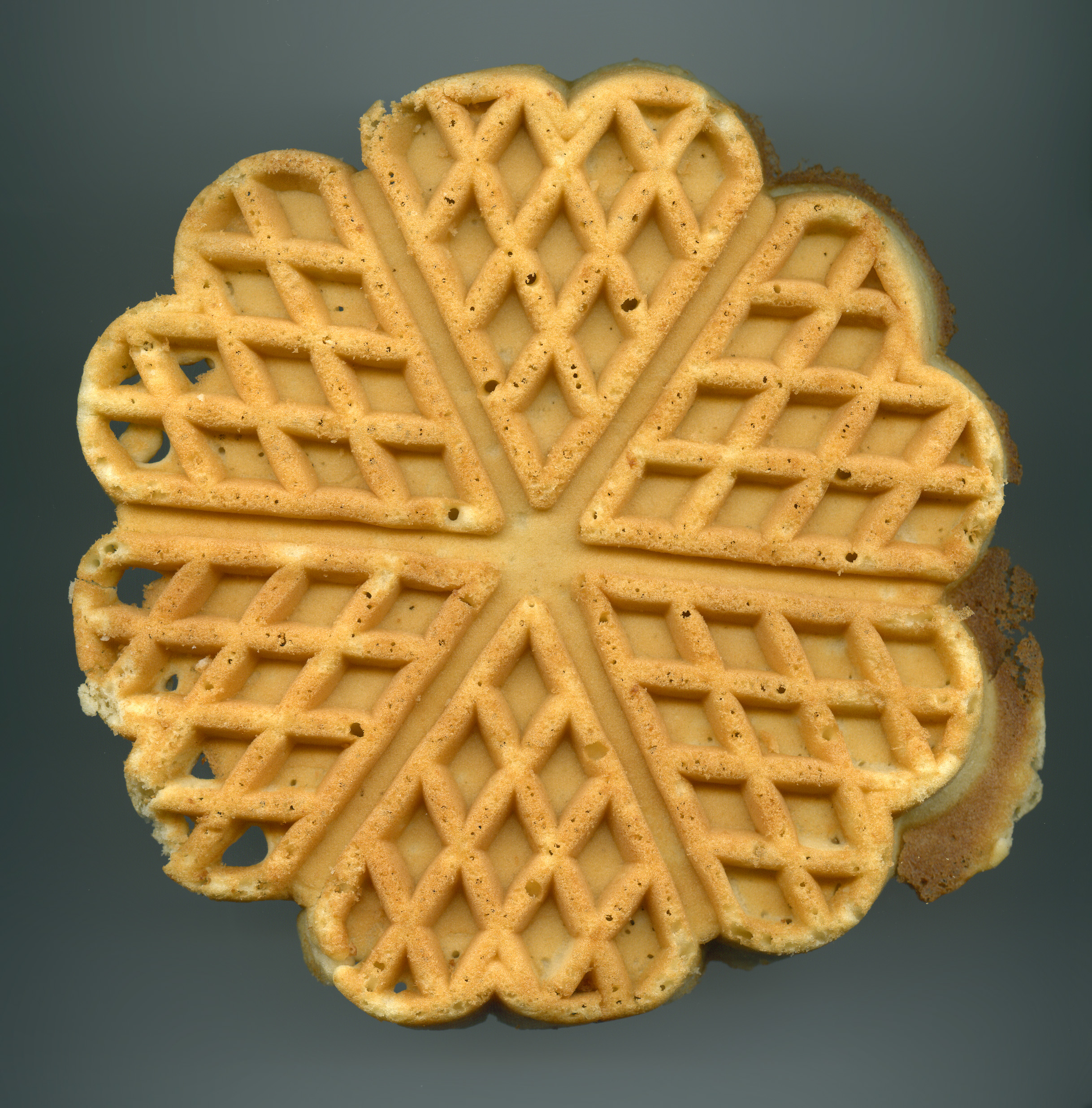
Gofr w kształcie koncentrycznie ułożonych serc
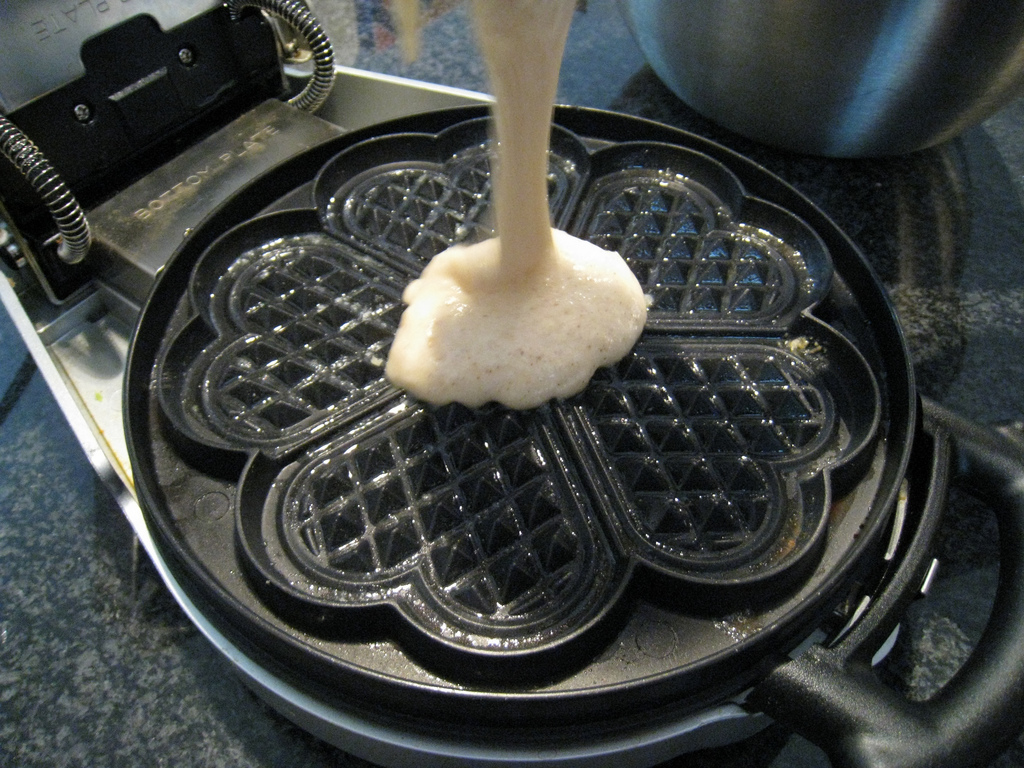
Wylewanie ciasta na rozgrzaną gofrownicę
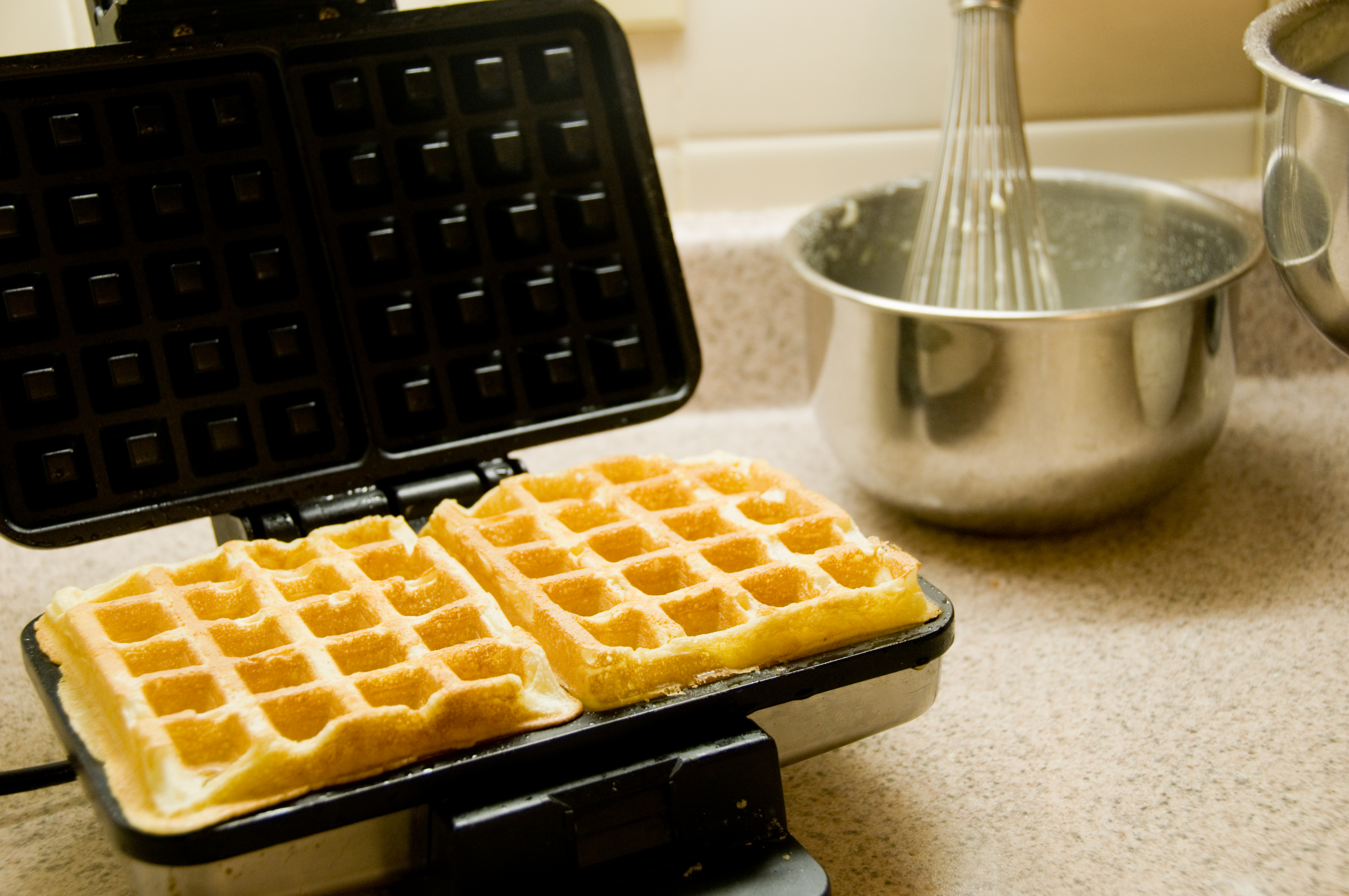
Świeżo upieczone gofry przed wyjęciem z gorfownicy

## Gofry drożdżowe
Specyficznymi odmianami gofrów są gofry drożdżowe. Do bardziej znanych należą gofry belgijskie: spopularyzowane w 2. połowie XX wieku gofry brukselskie (Gaufre de Bruxelles) o delikatnej strukturze oraz stosunkowo treściwe gofry leodyjskie (Gaufre liegeoise).
17 marca 2017 na Listę polskich produktów tradycyjnych Ministerstwa Rolnictwa i Rozwoju Wsi trafiły „gofry pruskie” wytwarzane na Warmii. Do ich wyrobu używa się mąki, mleka, jaj, masła oraz drożdży. Wypiekane są w formach nadających ciastu kształt pięciu koncentrycznie ułożonych, kratkowanych serc.  W kuchni pomorskiej występują zaś „wafle gdańskie” o podobnym kształcie – zostały wpisane na listę 17 stycznia 2012.